# Крафстрем, Евстафий Борисович
Евстафий (Густав) Борисович Крафстрем (нем. Gustav von Craffström; 1784—1854) — генерал от инфантерии, попечитель Дерптского учебного округа.

## Биография
Евстафий Крафстрем родился 16 августа 1784 года.
В 1800 году вступил в службу в лейб-гвардии Преображенский полк и в 1805 году произведён в первый офицерский чин. В рядах Преображенского полка принимал участие в походе в Австрию против французов, за отличие был награждён орденом св. Анны 4-й степени.
Затем он участвовал в Отечественной войне 1812 года и последующих Заграничных походах 1813 и 1814 годов. 15 сентября 1813 года Евстафий Борисович Крафстрем был награждён золотым оружием с надписью «За храбрость», а в 1816 году прусский король пожаловал ему особый знак отличия Железного креста.
Произведённый в полковники, Крафстрем 21 февраля 1816 года был назначен командиром Выборгского пехотного полка, каковую должность занимал до 30 августа 1824 года, когда был произведён в генерал-майоры и назначен в Санкт-Петербург, где занимал разные штабные должности. В 1827 году награждён орденом св. Анны 1-й степени (императорская корона к этому ордену пожалована в 1829 году). 19 декабря 1829 года за беспорочную выслугу 25 лет в офицерских чинах награждён орденом св. Георгия 4-й степени (№ 4299 по кавалерскому списку Григоровича — Степанова).
19 марта 1826 года Крафстрем был назначен командиром лейб-гвардии Московского полка и в 1831 году принимал участие в подавлении беспорядков в Польше и Литве, за отличие награждён орденом св. Владимира 2-й степени и польским знаком отличия за военное достоинство (Virtuti Militari) 2-й степени. Во главе Московского полка Крафстрем находился до 3 мая 1833 года.
Произведённый 6 декабря 1833 года в генерал-лейтенанты, Крафстрем явился деятельным проводником военной реформы и занимался упразднением и переформированием армейских пехотных и егерских полков.
В 1836 году был назначен попечителем Дерптского учебного округа; был членом Главного правления училищ. В 1838 году награждён орденом Белого орла, 23 апреля 1850 года произведён в генералы от инфантерии. Среди прочих наград он имел ордена св. Александра Невского (13 апреля 1845 года, алмазные знаки пожалованы 25 июня 1848 года) и св. Владимира 1-й степени (1852 год).
Евстафий Борисович Крафстрем умер 7 сентября 1854 года, исключён из списков 19 сентября.